# Rain on Me
Rain on Me (от английски: Излей го върху мен) е песен на американските певици Лейди Гага и Ариана Гранде от шестия албум на Гага – Chromatica. С ведър диско ритъм, песента е комбинация от денс-поп и хаус, която Гага описва като „празник на сълзите“ и възможността да продължаваш напред, въпреки трудностите на живота.
Критиците възприемат добре вокалите на певиците и посланието на песента. Явявайки се втори сингъл от Chromatica, тя дебютира на върха на американската класация Billboard Hot 100, превръщайки се в пети №1 сингъл за Гага и четвърти – за Гранде. Освен това, песента се оказва първата изцяло женска колаборация с дебют на челната позиция, а Ариана Гранде става първия изпълнител в историята с четири песни, които да дебютират под номер 1. Сред останалите постижения на Rain on Me са: най-слушаната женска песен в света в платформата Spotify за лято 2020, първи места в класациите на 13 държави и топ 10 в над 50 държави.
Съпътстващият видеоклип е режисиран от Робърт Родригес. Лентата представя Гага и Гранде под дъжда, заобиколени от танцьори в древна арена с ножове, падащи от небето. Песента получава седем номинации за видео-музикалните награди на MTV, като печели три от тях, а дуото изпълнява песента на живо на церемонията. Допълнителна реклама сингълът получава от серия скечове в партньорство с The Weather Channel, в които Гага и Гранде се правят на репортери в новинарска емисия. Rain on Me има и номинация за „Грами“ в категорията за „Най-добро изпълнение на дует или група“.

## Предистория
Песента е спомената за пръв път в интервю на Лейди Гага за списание PAPER през март 2020 г. Тогава тя загатва, че има песен с певица, която е страдала, както самата нея, като двете са създали „чудовищно денс парче, чието послание е да се отдадеш на отчаянието“. В по-късно интервю за Apple Music, Гага разкрива повече за задкулисния процес по сингъла:
(Ариана) беше невероятна. Имам чувството, че е очаквала да дойде и да ѝ кажа „Ето, изпей това и благодаря за отделеното време!“. Вместо това я попитах от какво има нужда, как искат да направим нещата. Когато тя влезе в студиото, аз още плачех, а тя дойде до мен и каза: „Всичко ще е наред, обади ми се, ето номера ми!“ и не спираше да опитва да се сприятелим. Аз обаче се срамувах и не исках да проектирам цялата тази негативност върху нея. Тогава тя застана до мен и ми каза „Криеш се“ и аз отвърнах „Да, права си, определено се крия“ и така разцъфтя приятелството ни.

## Издаване и реклама
Песента е обявена на 22 април 2020 г., когато Гага представя официалния траклист към албума Chromatica. На 15 май двете изпълнителки показват официалната обложка към сингъла и обявяват премиерата му, насрочена за 22 май. За допълнителна реклама е представен рекламен клип на Amazon Music с песента, а в продажба в официалния онлайн магазин на Гага е пусната мърч колекция, включваща чадър, дъждобран, гумени ботуши и други.
В колаборация с The Weather Channel, Гага и Гранде публикуват два кратки скеча, в които те са репортерки за фиктивна новинарска емисия и анонсират прогноза за проливни дъждове. Песента е добавена към радиостанциите във видеоиграта Fortnite. Конкурс за дизайн, вдъхновен от сингъла, е обявен от Гага и софтуерната компания Adobe с награда от 10 хиляди долара.